# Kilmalkedar

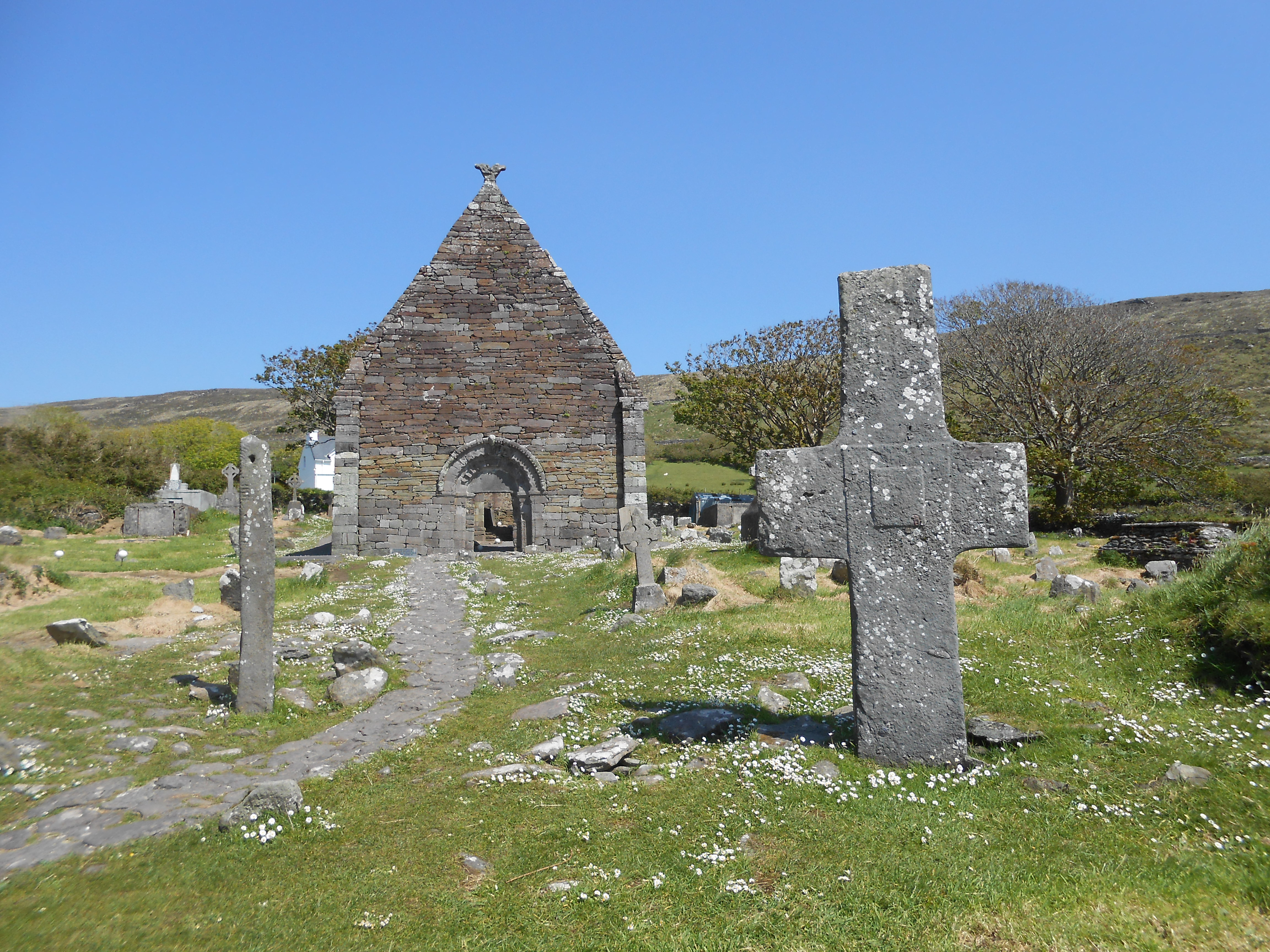
Kilmalkedar

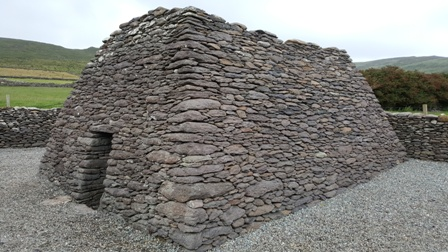
St. Brendan’s Oratory

Kilmalkedar (irisch: Cill Maoilchéadair; dt.: „Maolcethairs Kirche“) ist eine romanische Kirchenruine auf der Dingle-Halbinsel im irischen County Kerry. Sie ist eines der kirchenhistorischen Glanzstücke der Grafschaft.
Die romanische Kirche wurde im 12. Jahrhundert über einem älteren Mönchskloster erbaut, das von St. Maolcethair († 636) von der Iroschottischen Kirche gegründet worden sein soll. Sie bestand aus dem Schiff und dem Chorraum. Der Chorraum wurde etwa um 1200 vergrößert. Ein Teil des originalen Steindaches ist noch vorhanden. Die romanische Türöffnung hat ein Tympanon mit einem Kopf auf der einen und einem Tier auf der anderen Seite. Auch der Chorbogen trägt romanische Dekorationen. In der Kirchenruine befindet sich ein kulturhistorisch bedeutender, durchlochter Oghamstein und eine Cross-Slab. Ein zweistöckiges mittelalterliches Gebäude diente wahrscheinlich den Priestern als Wohnung.
Einige Merkmale verweisen darauf, dass die Kirche von Cormacs Kapelle in Cashel beeinflusst wurde. Historische Belege zeigen Verbindungen zwischen den Orten.
Auf dem Friedhof oder in unmittelbarer Nähe finden sich:
- ein Heiliger Brunnen
- eine weitere Cross-Slab
- ein Oghamstein besonders hoch und nadelförmig, mit der Inschrift: M(AI)LE INBIR MACI BROCANN (Mael Inbir Sohn von Brocán)
- ein einfaches Hochkreuz
- eine Sonnenuhr
- ein Bethaus auf dem Friedhof
- zwei Bienenkorbhütten, eine davon in der Mauer
- St. Brendans Haus
- St. Brendan’s Oratory
- St. Brendans Quelle
- St. Brendans Betstuhl mit sieben Eintiefungen und ein weiterer Betstuhl mit einer Eintiefung
- der multple Bullaun Der Keelers genannte Felsblock misst 2,5 × 2,4 Meter und ragt 0,34 Meter aus dem Boden. Er hat sieben Bullauns (Vertiefungen). Die größte hat einen Durchmesser von 42 cm und eine Tiefe von etwa 25 cm. Der Bullaun ist ein Nationaldenkmal.

Kilmalkedar
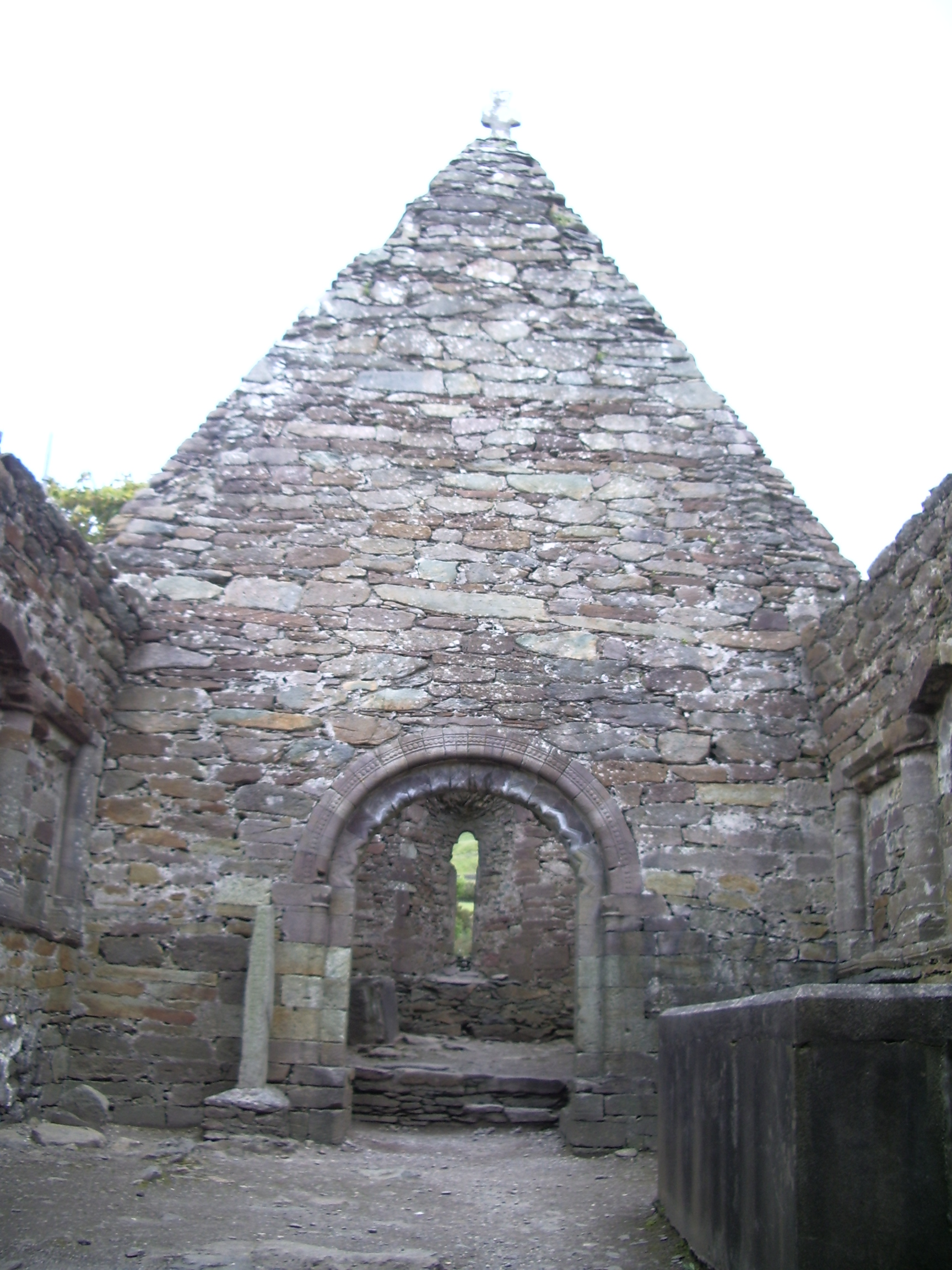
Kirchenruine
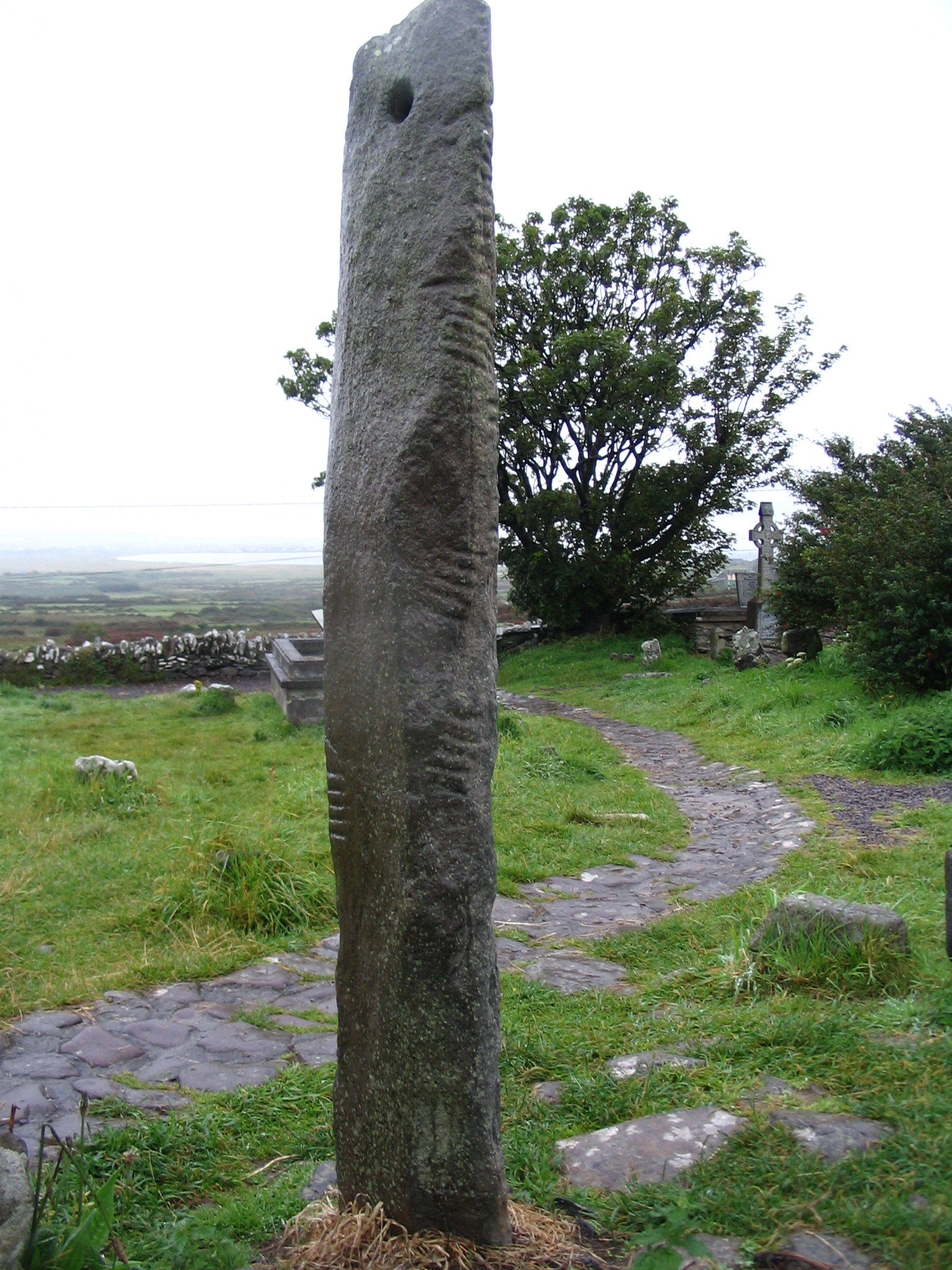
Ogham Stone auf dem Friedhof
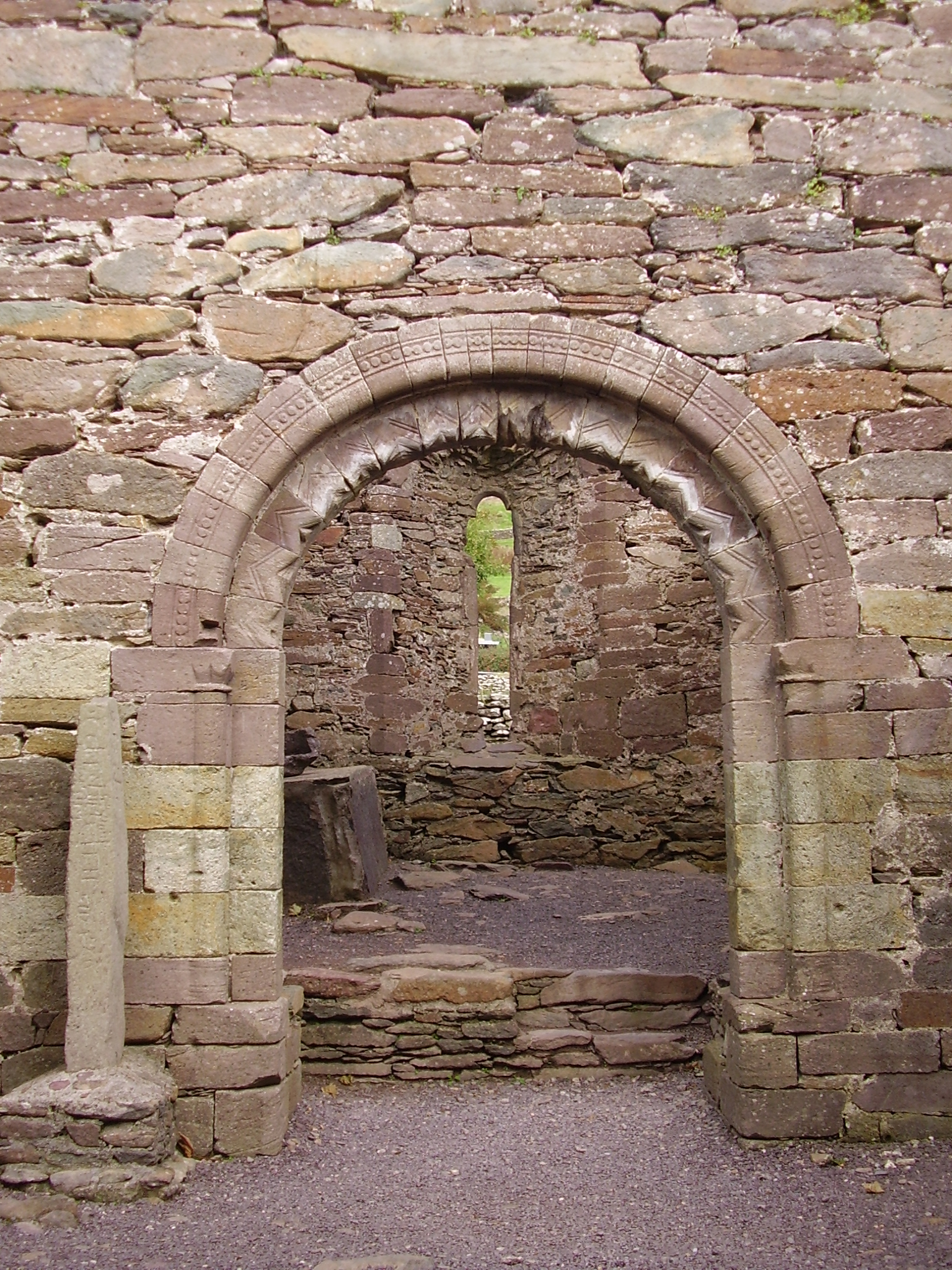
Chorbogen mit Dekoration, links der Alphabetstein
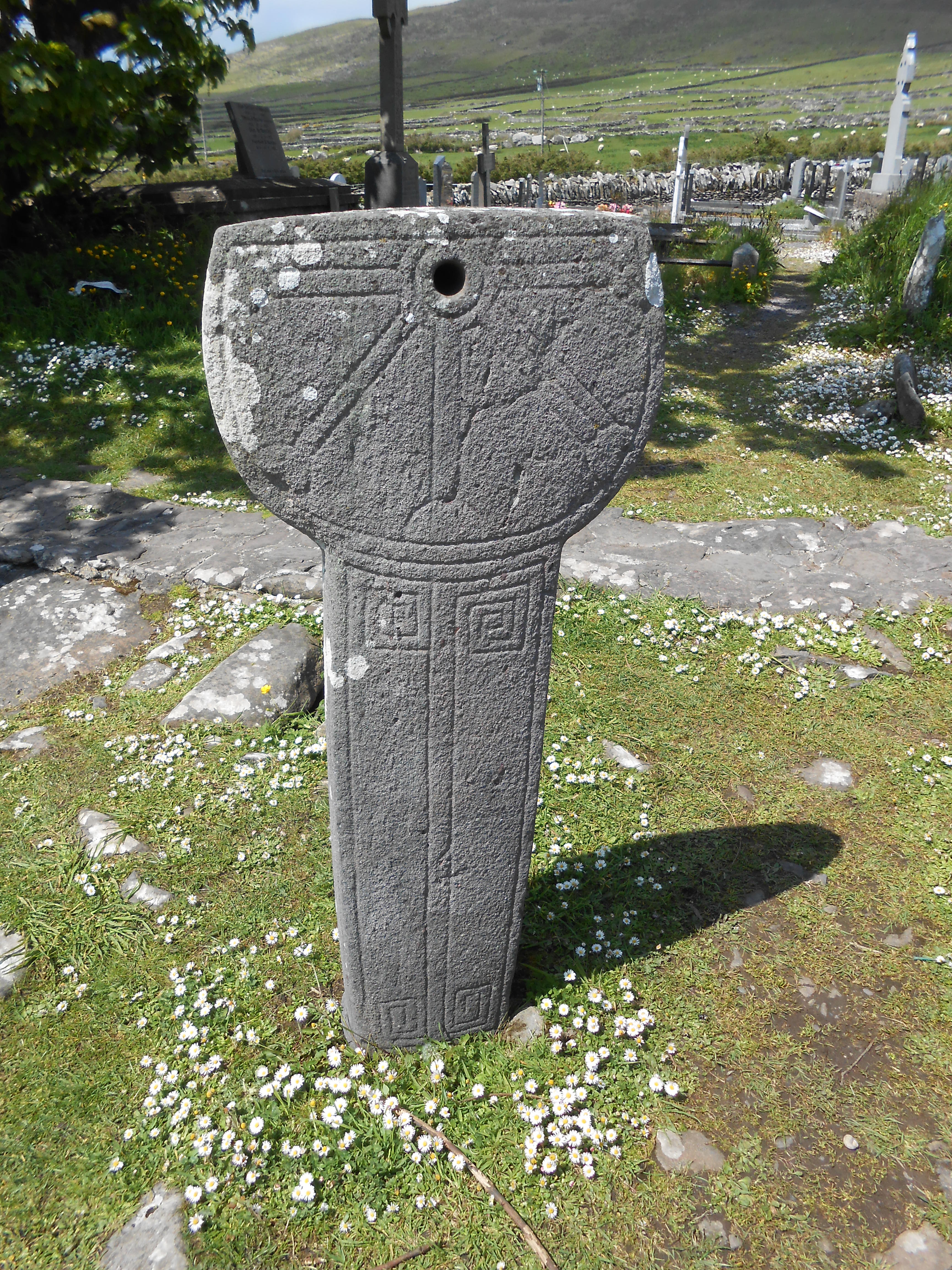
Die Sonnenuhr auf dem Friedhof